# 高新街道 (吉林市)
高新街道，是中华人民共和国吉林省吉林市丰满区下辖的一个乡镇级行政单位。

## 行政区划
高新街道下辖以下地区：
华科社区、恒厦社区、园艺社区、师苑社区、长江社区、水工社区、枫林社区、日升社区、医科社区、第十三社区、荣光村、前锋村、日升村和光明村。